# Andreas Langer
Pour les articles homonymes, voir Langer.
Andreas Langer, né le 13 octobre 1956 à Mildenau, est un coureur de combiné nordique est-allemand.

## Biographie
Son premier résultat important est sa quatrième place aux Championnats du monde 1978 à Lahti.
En 1980, il se classe deuxième du prestigieux Festival de ski de Holmenkollen derrière son compatriote Uwe Dotzauer.
Il participe à la première édition de la coupe du monde de combiné nordique lors de l'hiver 1983-1984, gagnant la manche d'Oberwiesenthal, son seul succès en carrière. Durant cette saison, il prend part à seuls jeux olympiques à Sarajevo, terminant seizième. Il prend sa retraite sportive à l'issue de cette saison.

## Palmarès

### Jeux olympiques d'hiver
| Épreuve / Édition | Épreuve / Édition | Sarajevo 1984 |
| Individuel        | Individuel        | 16e           |

### Championnats du monde
| Épreuve / Édition | Épreuve / Édition | Lahti 1978 |
| Individuel        | Individuel        | 4e         |

### Coupe du monde
- Meilleur classement général : 12e en 1984.
- 1 podium individuel : 1 victoire.